# Catasticta vilcabamba
Catasticta vilcabamba är en fjärilsart som beskrevs av Lamas och Maurizio Bollino 2004. Catasticta vilcabamba ingår i släktet Catasticta och familjen vitfjärilar. Inga underarter finns listade i Catalogue of Life.